# Peralba
Monte Peralba (nemško Hochweißstein, lokalno Jochkouvl) je z 2.694 metri za Cogliansom druga najvišja gora Karnijskih Alp (drugi najvišji vrh je sicer Kellerspitzen, ki pa je del masiva Cogliansa). Nahaja se v njihovem zahodnem delu južno od glavnega mejnega grebena med Avstrijo in Italijo. Z njim se stika s svojim severovzhodnim grebenom preko 2.385 metrov visokega sedla Passo dell'Oregone (Hochalpljoch). Slednji je tudi tromeja med Benečijo, Furlanijo - Julijsko krajino in avstrijsko Koroško. Ob njenem južnem vznožju izvira reka Piava. 
Zaradi svoje strateške lege je bila gora med prvo svetovno vojno prizorišče bojev na tirolski fronti, o čemer pričajo številni ostanki utrdb in rovov iz tega obdobja.

## Dostopi
Gora spada med tako imenovane Vrhove prijateljstva, severno od nje poteka Karnijska visoka pot. V njeni bližini se nahajata dve planinsko turistični postojanki, Koča pri izviru Piave (Rifugio Sorgenti del Piave, 1.830 m), do katere pripelje gorska cesta iz doline Sappade. Je izhodišče poti na vrh Peralbe preko zahodnega grebena (3h). Od nje poteka pot do višje ležeče koče Pier Fortunato Calvi (2.167m), do katere vodi tudi pot s parkirišča približno 500 metrov pred kočo pri izviru Piave. Pot, normalni pristop na vrh od koče Calvi preko sedla Passo Sesis, severovzhodnega skrotastega pobočja in grebena, nosi od julija 1988 ime po papežu Janezu Pavlu II., ki jo je obiskal med dopustovanjem na tem območju. Najtežavnejša pot tim. Via Ferrata Pietro Sartor se s te poti odcepi malo pod sedlom Sesis in poteka čez vzhodno ostenje gore. Dostop s koroške strani poteka po dolini Frohntal mimo koče Hochweißsteinhaus (1.868m) preko sedla Passo dell'Oregone in nato po normalni smeri na vrh. 

## Zemljevid
- Tabacco, št 09, Carta topografica 1:25.000, Sappada, S. Stefano, Forni Avoltri.